# Лапутьки
Лапу́тьки — село в Україні, у Іванківській селищній громаді Вишгородського району Київської області. Населення становить 21 особу.

## Історія
Біля села досліджені неолітична стоянка і поселення зарубинецької культури.
7 (20) листопада 1917 року, відповідно до Третього Універсалу Української Центральної Ради, увійшло до складу Української Народної Республіки.
19 липня 2020 року, в результаті адміністративно-територіальної реформи та ліквідації Іванківського району, село увійшло до складу Вишгородського району.
З кінця лютого до 1 квітня 2022 року село було окуповане російськими військами.

## Відомі люди
- Харлан Володимир Пилипович (02.11.1954) — заслужений працівник сільського господарства України (14.11.1995), нагороджений орденом «Знак Пошани» (1977).